# 梅拉基大区
梅拉基大區是馬達加斯加的23個大區之一，位於該國東部，北面和西面是莫桑比克海峽，東毗布埃尼大區、貝齊布卡大區和邦古拉瓦大區，南接梅纳贝大区，首府是邁因蒂拉努，下分5縣，面積38,852平方公里，2004年人口約175,500。